# Claus-Peter Reisch

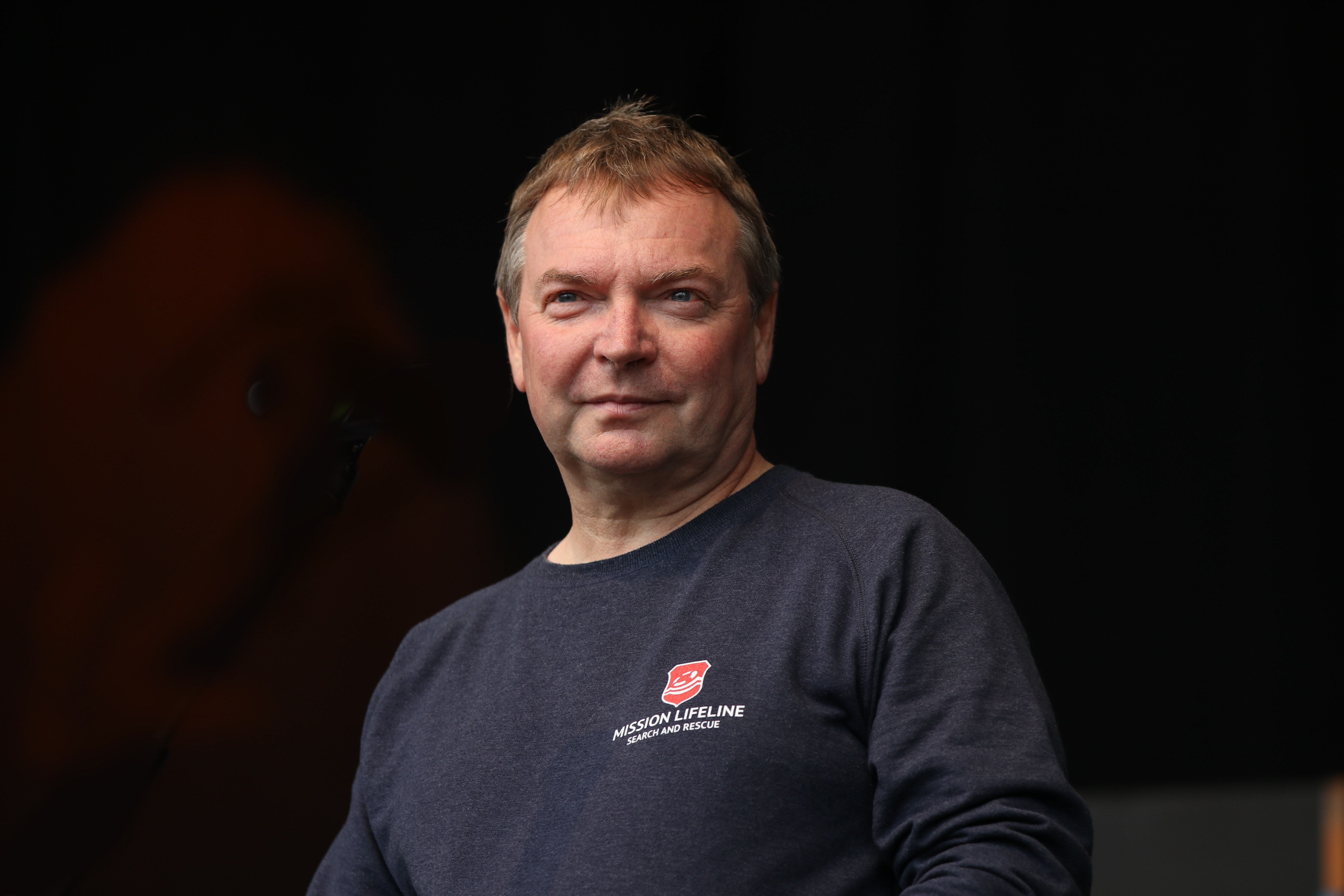
Claus-Peter Reisch auf der #ausgehetzt-Demonstration in München am 22. Juli 2018.

Claus-Peter Reisch (* 17. April 1961 in München) ist Skipper der Lifeline, gelernter Kfz-Mechatroniker und als Skipper Inhaber eines Sportseeschifferscheins. Bekannt wurde er durch seine Tätigkeit als Schiffsführer der Lifeline der Mission Lifeline, die Bootsflüchtlinge aus dem Mittelmeer aufgegriffen und in europäische Häfen gebracht hat.

## Leben
Reisch stammt aus Landsberg am Lech und führte bis 2008 eine Industrievertretung für Sanitär- und Heizungsprodukte. Bei einem Urlaub in Griechenland im Jahr 2015 kam er erstmals direkt mit der Flüchtlingskrise in Berührung und entschloss sich, flüchtende Menschen aus dem Mittelmeer zu retten. Reisch bezeichnet sich selbst als ein „im Grunde [...] konservativer Bayer“ und war lange Zeit Wähler der CSU, die er zeitweise als einen Teil des „rechten Spektrums“ angesehen hatte.

## Aktivismus

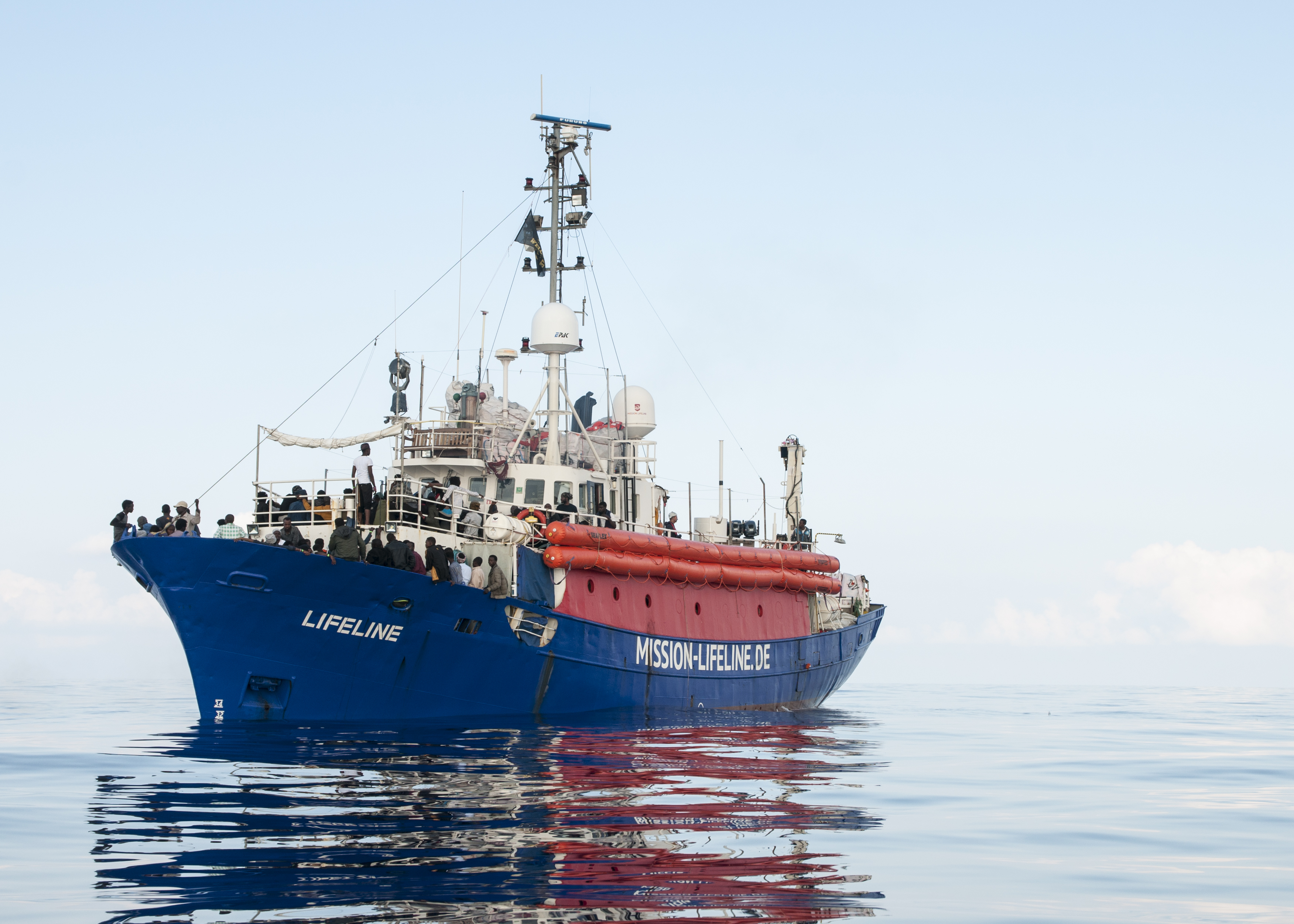
Lifeline (2018)

Im April 2017 startete Reisch für die Regensburger Organisation Sea-Eye auf seine erste Mission im Mittelmeer.
Nachdem die von Reisch geführte Lifeline im Juni 2018 mit 230 aus Seenot geretteten Flüchtlingen tagelang auf dem Mittelmeer ausharrte, während Italien das Anlegen des Schiffes verweigerte, durfte es schließlich einen maltesischen Hafen anlaufen.
Am 28. Juni 2018 wurde Reisch nach der Ankunft in einem maltesischen Hafen verhaftet und das Schiff festgesetzt. Zwischenzeitlich wurde Reisch auf Malta angeklagt. Er blieb aufgrund der Zahlung einer Kaution von 10.000 Euro auf freiem Fuß, durfte das Land zunächst aber nicht verlassen. Reisch musste seinen Ausweis vor Gericht abgeben.
Als Begründung für die Verhaftung Reischs und die Festsetzung der Lifeline wurde angegeben, dass das Schiff nicht ordnungsgemäß registriert sei. Demnach fährt das Schiff unter niederländischer Flagge; die dortigen Behörden verneinen dies. Außerdem habe Reisch Anweisungen der italienischen Behörden, die Rettung der Bootsflüchtlinge der libyschen Küstenwache zu überlassen, ignoriert. Am 11. Juli 2018 wurde bekanntgegeben, dass Reisch Malta ab dem 16. Juli vorübergehend verlassen dürfe, aber zur Fortsetzung des Gerichtsverfahrens am 30. Juli wieder auf der Mittelmeerinsel anwesend sein müsse. Bei einer Verurteilung drohten Reisch entweder eine Geldstrafe von 11.600 Euro oder ein Jahr Haft. Reisch selber sieht die Festsetzung des Schiffes als Versuch, einen Vorhang vor dieses Drama, was im Mittelmeer passiert, zu ziehen. Ein Gutachter bekräftigte indes die Vorwürfe gegen Reisch. Dieser legte dem Gericht einen Bericht vor, der darlege, dass keine für die Seenotrettung erforderlichen Dokumente an Bord des Schiffs vorgewiesen wurden. Auch wurden keine Dokumente vorgelegt, die eine Registrierung des Schiffs bei den niederländischen Schifffahrtsbehörden nachweisen, womit die „Lifeline“ als staatenlos gelte.
Jan Böhmermann schaltete eine Spendenkampagne für die Besatzung der Lifeline, die unter anderem der Deckung der Prozess- und Gutachterkosten zugutekommt. Die Kampagne brachte knapp 200.000 Euro ein. Eine von Klaas Heufer-Umlauf gestartete Spendenkampagne brachte weitere 150.000 Euro ein.
Am 22. Juli 2018 war Reisch ein Redner auf der Demo gegen den Rechtsruck #ausgehetzt. Dort forderte er die Wiederaufnahme der Rettungsmission im Mittelmeer. Außerdem wandte er sich in seiner Rede an Bundeskanzlerin Angela Merkel mit der Bitte, eine Konferenz mit Erzbischof Reinhard Marx, dem evangelischen Landesbischof Heinrich Bedford-Strohm und vier Nichtregierungsorganisationen einzuberufen, um eine Lösung zu finden, damit die Seenotretter unter deutscher Flagge fungieren können. Das Erzbistum München und Freising unter Erzbischof Marx spendete im Oktober schließlich 50.000 Euro an die Mission Lifeline.
Mitte Dezember 2018, gut fünf Monate nach Prozessbeginn, konnte Reisch erstmals vor Gericht in Valletta aussagen und bekräftigte in einer eineinhalbstündigen Anhörung, dass er bei der Registrierung des Schiffes keinen Fehler erkennen konnte. Zuvor war Reisch wegen des Gerichtsverfahrens umsonst auf den Inselstaat Malta gereist. Der Prozess wurde am 11. Januar 2019 fortgesetzt. Das erstinstanzliche Gericht verurteilte Reisch im Mai zur Zahlung einer Geldstrafe von 10.000 Euro an lokale Hilfsorganisationen für Flüchtlinge und Menschen in Armut. Reisch hat gegen das Urteil Berufung eingelegt, da er die Lifeline ordnungsgemäß registriert habe.
Reisch wurde am 7. Januar 2020 im Berufungsverfahren freigesprochen.
Reisch machte sich auf dem Sportboot Eleonore unter deutscher Flagge Ende August 2019 erneut auf den Weg in das Seegebiet vor der Libyschen Küste. Ziel sei nicht die Rettung von Migranten, bei Notlagen sei Reisch aber zur Hilfe verpflichtet, sagte ein Sprecher von Mission Lifeline. Am 26. August nahm er etwa 100 Personen auf, die er 31 Seemeilen vor der Küste Libyens aus einem sinkenden Boot gerettet habe.
Im Januar 2020 distanzierte sich Kapitän Reisch von Mission Lifeline und kündigte an, keine Einsätze mehr zu fahren. Er lehne die „politische Agitation“ von Mission Lifeline ab, vieles sei ihm zu „linksradikal“.
Nach Besuchen von Flüchtlingscamps im türkischen Izmir kündigte Reisch im Dezember 2021 an, in Zusammenarbeit mit der Kauferinger Hilfsorganisation LandsAid zukünftig syrischen Flüchtlingen in der Türkei zu helfen sowie die Fluchtursachen zu bekämpfen. So gründete Reisch das Projekt Back To School, welches das Ziel hat, Kinder geflüchteter syrischer Familien in der Türkei eine schulische Ausbildung zu ermöglichen.
Im April 2022 beteiligte sich Claus-Peter Reisch an einem Ukraine-Hilfsprojekt von LandsAid, bei welchem vor allem Lebensmittel, Medikamente, Windeln und Tiernahrung in die Ukraine gebracht wurden.

## Auszeichnungen
Die Landtagsfraktion der BayernSPD beschloss am 17. Juli 2018, Reisch mit dem Europa-Preis auszuzeichnen. Als Begründung hieß es, dass Menschen wie Reisch „die Werte, für die unsere Gemeinschaft stehe, am Leben halte.“ Der Preis wurde am 27. Juli 2018 im Bayerischen Landtag von Fraktionschef Markus Rinderspacher übergeben.
Am 28. Juli 2017 erklärte Reisch in einem Videointerview, dass der Landsberger Oberbürgermeister Mathias Neuner mit ihm in Kontakt getreten sei, um über die Verleihung des Landsberger Ehrenrings mit Reisch zu sprechen. Neuner führte an, dass „eine Verleihung des Preises an ihn den Stadtrat spalte.“ Stadtrat Stefan Meiser von der ÖDP bezeichnete das Vorgehen Neuners als „ungeheuerliches Verhalten.“
Im Dezember 2018 wurde Reisch der Menschenrechtspreis der Österreichischen Liga für Menschenrechte verliehen.
Am 7. April 2019 erhielt Reisch zusammen mit dem Verein Mission Lifeline den Lew-Kopelew-Preis.
Reisch erhielt den mit 10.000 Euro dotierten Erich-Kästner-Preis 2020. Das Geld spendete er drei Dresdner Vereinen, die Geflüchteten in der sächsischen Landeshauptstadt helfen.

## Veröffentlichung
- Das Meer der Tränen. Münchner Verlagsgruppe, 2019, ISBN 978-3-7453-0789-4[35]